# 안경환
안경환(安京煥, 1948년 7월 20일 ~ )은 대한민국의 서울대학교 법과대학 교수이며, 노무현 정부에서 국가인권위원회 위원장을 역임하였다.

## 생애
1987년 서울대학교 법과대학 교수로 임용되었다.
1994년 마광수의 <즐거운 사라>에 대해 "연세대학교 교수 김용태와 소설가 하일지 등의 감정이 문학성을 강조하는 쪽으로 치우쳤다"며 법원에 의해 다시 감정을 의뢰받은 안경환은 이 작품에 대해 "성 행위의 묘사가 성에 관한 예술의 묘사라기 보다 단순히 인간의 저급한 본능을 자극하는 것이어서 헌법이 보호하는 문학 작품이 아니라 단순한 음란물에 해당한다"는 내용으로 감정서를 제출했다.
2006년부터 2009년까지 제4대 국가인권위원회 위원장을 역임하였고, 2017년 문재인 정부의 법무부 장관 후보자로 지명되었다. 그러나 1975년 상대의 도장을 위조해 혼인신고를 하여 사기결혼으로 무효 판결된 전력과 비뚤어진 여성관을 드러내는 문학 활동 등의 의혹이 제기되자 자진 사퇴하였다.

## 학력
- 1960년 밀양초등학교 졸업[4]
- 1963년 밀양중학교 졸업
- 1966년 부산고등학교 졸업
- 1970년 서울대학교 법과대학 법학 학사
- 1975년 서울대학교 대학원 법학과 수료
- 1982년 펜실베이니아 법학대학원 LL.M.
- 1985년 산타클라라 대학교 법과대학원 J.D.

## 경력
- 1978년~1980년 선경 기획조정실 과장
- 1984년~1987년 미국 워싱턴 D.C.·캘리포니아주 변호사
- 1987년~ 서울대학교 법과대학 사법학과 교수
- 1987년~1992년 저작권심의조정위원회 위원
- 1995년~1996년 서울대학교 본부기획실장
- 1996년~1997년 미국 서던 일리노이 대학교 초대교수
- 1999년~2002년 BOAO 포럼 창립준비위원
- 2001년~2002년 제8대 한국헌법학회장
- 2002년~2004년 서울대학교 법과대학장
- 2002년~2003년 전국법과대학학장연합회 회장
- 2003년 5월~2005년 9월 법무부 정책위원회 위원장
- 2004년 5월 검찰인사위원회 위원
- 2004년 5월 교육인적자원부 대학자율화 및 구조개혁위원회 위원장
- 2004년 6월 예술의 전당 이사
- 2005년 1월~2005년 8월 미국 산타클라라 대학교 법학대학원 초대교수
- 2006년 10월~2009년 7월 국가인권위원회 위원장
- 2013년 9월~ 서울대학교 법과대학 명예교수
- 2014년 8월 서울시민 인권헌장제정 시민위원회 위원장
- 2017년 6월 11일 법무부 장관 지명, 5일만에 자진 사퇴

## 수상
- 한국여성단체연합회 여성권익 향상 디딤돌상(2004년)